# Minisčítání
Minisčítáni je projekt organizovaný Českým statistickým úřadem. Během minisčítáni vyplňují žáci 1.–9. tříd z přihlášených škol formulář, který je podobný tomu, který je používán při sčítání lidu. Výsledky jsou publikovány na webu minisčítání. Tato akce se koná pravidelně od roku 2011, kdy se jednalo o doprovodnou akci Sčítáni lidu, domů a bytů 2011. Zatím proběhlo 5 ročníků, poslední v roce 2020. 

## Cíle
Cílem minisčítáni je propagovat statistiku, rozšiřovat povědomí o statistických postupech a jejich praktickém využití v praxi a také ukázka důležitosti Sčítání lidu, domů a bytů pro každodenní život. Minisčítání má za cíl poučit žáky i rodiče o průběhu, vyhodnocování  a publikaci výsledků statistického šetření. 

## Průběh
Školy se do minisčítání registrují zdarma na webu miniscitani.cz. V listopadu a prosinci jsou pak vyplňovány formuláře. Výsledky jsou pak zveřejněny vždy v lednu následujícího roku. Součástí minisčítání jsou i naučná videa o přínosu a významu statistiky v každodenním životě. Články o minisčítání byly také publikovány v časopise Statistika a my.

## Ročníky
Zatím proběhlo pět ročníků, a to v letech 2011, 2012, 2015, 2018 a 2020. V roce 2020 proběhlo sčítání online, účastnilo se ho celkem 18 833 žáků z 1 593 tříd z 298 škol. Školy se do akce mohly registrovat od 1. 10 do 13. 12. Formuláře mohly být vyplňovány od 1. 11. do 13. 12. 2020. Všechna data byla zveřejněna v lednu 2021 na webu minisčítání. Děti si i vyzkoušely, jaké to je zpracovávat velké množství údajů. Zúčastnění žáci získali věcné ceny od partnerů minisčítání.

### Obsah formuláře
Formulář se skládal z 24 otázek:
1. Jsi dívka nebo chlapec?
2. Kolik je ti let?
3. Jak nejčastěji komunikuješ s kamarády?
4. Na jaké sociální síti máš vlastní účet?
5. Kolik času strávíš v průměru denně na internetu nebo hraním elektronických her?
6. Kolik knih přečteš za rok?
7. Co umíš?
8. Uměl/a bys poskytnout první pomoc?
9. S čím doma pomáháš?
10. Třídíš odpad?
11. Máš vlastní pokoj?
12. Na čem spíš?
13. V kolik hodin chodíš spát?
14. Jakým dopravním prostředkem cestuješ do školy nejdéle?
15. Jak dlouho cestuješ do školy?
16. Kdyby sis mohl/a vybrat, kam bys cestoval/a?
17. Víš, kolik přibližně stojí litr polotučného mléka?
18. Jaký nápoj piješ nejčastěji?
19. Co jíš při štědrovečerní večeři?
20. Jaké velikonoční zvyky v rodině dodržujete?
21. Za kým jdeš, když máš problém?
22. Kdo nebo co je pro tebe hlavním zdrojem informací o sexu?
23. Kdo je Tvůj vzor?
24. Co je pro Tebe nejdůležitější?